# Estela nestoriana

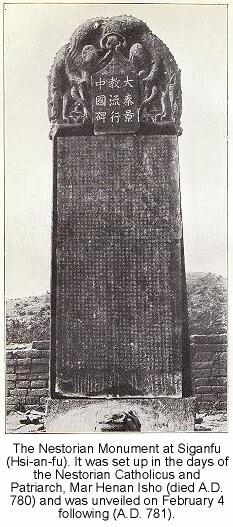
La Estela nestoriana (781 d. C.) en Siganfu suburbio de Chang'an hoy Xian - El monumento cristiano más antiguo en China.

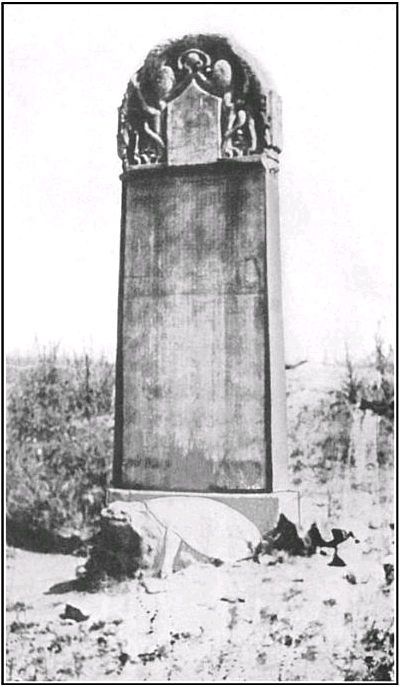
La estela cristiana nestoriana fotografiada por el danés Frits Holm en 1907, notar que posteriormente a su erección se le añadió a su base, como plinto, una escultura típica de la cultura china que representa a Bixi.

La Estela nestoriana, también llamada Piedra nestoriana, Monumento nestoriano, o Tableta nestoriana o estela de Si-Ganfu, es una estela epigráfica de la época de la dinastía Tang, erigida en 781 en Siganfu o Siganfú o Hsi-An-Fu, en territorio que corresponde al actual xian de Zhōuzhí, que documenta siglo y medio de cristianismo en China. De 279 cm de altura, es un bloque en caliza, con textos en chino (1756 caracteres) y siríaco (70 palabras), que describe la existencia de comunidades cristianas en diversas ciudades del norte de China. Aporta el significativo dato del reconocimiento de los nestorianos por el emperador Taizong, debido a los esfuerzos del misionero Alopen en 635.
La estela fue ocultada bajo tierra en 845, quizá durante un periodo de persecución, siendo redescubierta en 1625. El jesuita Álvaro Semedo fue el primer europeo que visitó la estela en algún momento entre 1625 y 1628, y fue traducida al latín por Nicolas Trigault. Fue Athanasius Kircher quien publicó por vez primera los originales en chino y siríaco en su China Illustrata en 1667, junto a una traducción en latín.
La estela atrajo dudas sobre su autenticidad o manipulación en el contexto de la diferencia religiosa entre catolicismo y otras confesiones cristianas originadas de la Reforma protestante. Pese a las objeciones de algunos escépticos, pocos dudan ya hoy de la autenticidad de la estela. En la actualidad, se conserva en el Museo de Beilin, más exactamente en el sector parquizado llamado la Foresta de estelas. Posteriormente como plinto se puso en su base una escultura de Bixi, ya que en la cultura china tradicional ha sido uno de los símbolos de la eternidad.

## Historia

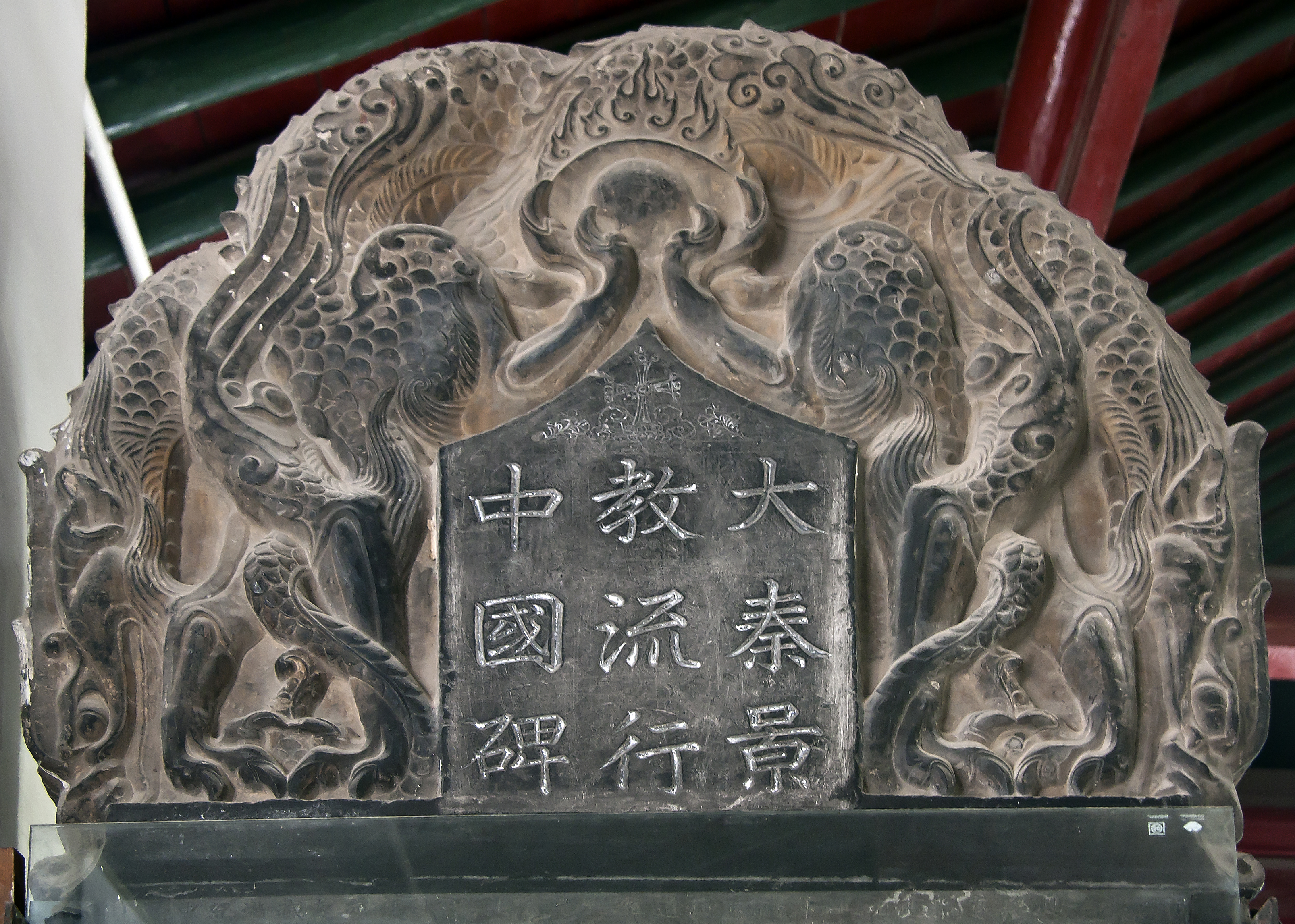
La parte superior de la estela, sobre la cruz (ni ga) tallada con el título の o ra te / い ru碑首（題の上部に十字が彫られている, un par de alegóricos tenantes que recuerdan a los grifos occidentales (imágenes quizá inspiradas en los tetramorfos que alegorizan a los Evangelistas, soportan sobre la cruz a una esfera flamígera que representa al Uno es decir a Dis.

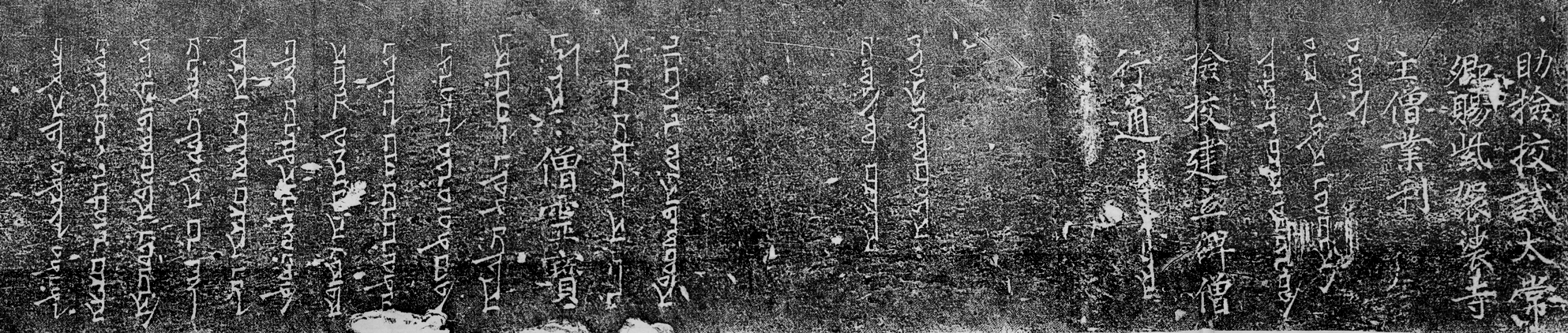
Texto en idioma siríaco y chino 碑のシリア文字

Muy probablemente erigida cuando vivía el predicador Alopen o poco después de su muerte. Tal monumento fue establecido aproximadamente en los días de los en que regía a la Iglesia Cristiana Difisita (en ese entonces llamada solo Cristiana o y luego Cristiana de Oriente) el mar o katholikos o catholicus Hnanisho también conocido como Henan Isho  (muerto en el 780 d. C.)  y fue dada a conocer el 4 de febrero del año siguiente (781 d. C.).

## El contenido de la inscripción

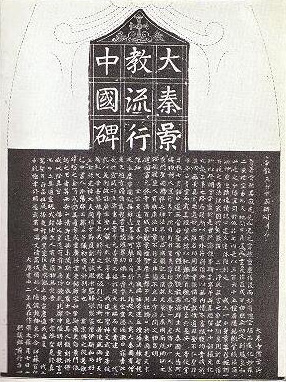
Parte de la estela nestoriana titulada
大秦景教流行中國碑 / Dàqín jǐng jiào liúxíng Zhōngguó bēi "Estela de la propagación en China de la luminosa religión de Daqin", fue erigida en China en 781, notar en el centro del "triángulo" superior la imagen de una cruz.

La rúbrica o "intextación" de esta estela escrita en idioma chino significa «Memorial de la Propagación de la Luminosa Religión de Daqin en China» o más literal «Estela de la Propagación de la Religión Radiante de los Grandes Qin en el Imperio del Centro» (大秦景教流行中國碑). Entre algunos autores "occidentales" se ha difundido también un intextación abreviada, o sea: "Estela de la Religión Luminosa" (景教碑). En idioma chino el término o vocablo Da Qin o Daquin o Daqin significaba originalmente solo al Imperio romano sin embargo tal significante fue utilizado asimismo para aludir o hacer referencia al Cristianismo siríaco que se extendió en una extensa región del Asia.
La estela nestoriana de Siganfú fue erigida el 7 de enero del año 781 d. C: en la capital imperial china llamada en ese tiempo Chang'an (actualmente Xi'an) o quizá en la vecina ciudad de Chou-Chih. La caligrafía china estuvo al cuidado o bajo la cura de Lü Xiuyan, mientras el contenido del texto fue redactado por el monje cristiano nestoriano llamado en chino Ching-tsing; una glosa en siríaco identifica a este último como "Adam, preste, corepíscopo y papash de Sinistán". Aunque el término papash (esto es: papa) aparece como inusual y el nombre típicamente utilizado en siríaco para denominar a la China es Beth Sinaye, en lugar de Sinistan, sin embargo con solo estudiar bien el contenido y el estilo del texto deja de haber razón alguna para dudar del hecho que el mencionado Adam fuese metropolita nestoriano de la provincia eclesiástica de China, creada medio siglo antes durante la época del mar (patriarca o catholicos) de la Iglesia asiria del Oriente llamado Slibaʿzkha o Eslibazja (714-728). El texto que en gran medida es una referencia en siríaco al mar o patriarca Hnan-Isho II, hace entender que la noticia de la muerte del mismo (sucedida en el año 780 d. C., mientras que ya en enero del año 781 el primado de la Iglesia Asiria de Oriente era el mar Timoteo I), no había llegado aún a China en el momento de la realización de la estela, y en la misma son citados algunos exponentes del alto clero (un obispo, dos corepiscopos y dos archidiaconos)y unos setenta nombres de monjes y sacerdotes cristianos de ese momento. Tales nombres están escritos ya sea en chino o ya sea en siríaco. En algunos casos los nombres chinos son fonéticamente próximos a los originales siríacos, pero en la mayoría de los casos las semejanzas se reducen. Algunos de los nombres reportados o mencionados tienen en cambio un evidente origen persa  (Isadsafas, Gushnasap).
Tal estela tiene una prolongada inscripción en chino, compuesta por ca 1900 caracteres-sinogramas, acompañados de algunas palabras en siríaco. Tal texto hace referencias al Génesis, a la Crucifixión de Jesús y al bautismo. En tal estela por lo tanto se rinde homenaje a los misioneros y a los benefactores de la Iglesia (difisita) de Oriente que llegó a la China en el siglo VII. En tal texto es mencionado explícitamente el misionero conocido en chino como Alopen. También en tal estela se enfatizan los conceptos de la Trinidad de Dios (Uno y Único aunque con tres hipóstasis) según el cristianismo y la encarnación.
La adaptación del léxico teológico cristiano al contexto chino ha inducido a algunos estudiosos a suponer que el uso de algunos términos budistas habría conducido una confusión respecto a la naturaleza del mensaje cristiano que quizás fue interpretado como una variante del budismo. Se ha realizado una completa traducción al italiano que ha sido publicada en el año 2001.

### El redescubrimiento y el debate

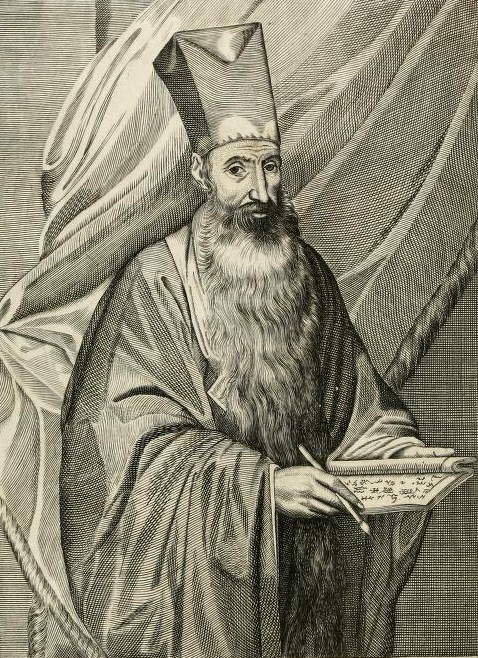
Álvaro Semedo.

La estela cristiana nestoriana de Siganfu habría sido enterrada en el año 845 d. C., durante la gran persecución antibudista que golpeó también a otras religiones, entre las cuales al del cristianismo difisita o "nestoriano". Este monumento fue desenterrado muchos siglos después durante la época de la dinastía Ming, entre los años 1623 y 1625 d. C.:, al lado del Templo de Chongren. Según el relato del sacerdote cristiano católico jesuita español Álvaro Semedo, los obreros que encontraron a la estela informaron inmediatamente al gobernador del hallazgo y éste inmediatamente visitó al monumento y lo hizo fijar sobre un pedestal con el anexado de la figura mitológica china de Bixi, también lo dotó de un techo para protegerle y confió su custodia a un monasterio budista vecino.
La Estela de Siganfu atrajo rápidamente la atención de los intelectuales locales: Chang Keng-yu fue el primero en identificar el carácter cristiano de las inscripciones, ya que supo de las doctrinas fundamentales del cristianismo a través del jesuita misionero italiano Matteo Ricci y por esto envió una copia del texto de la estela a su amigo chino cristiano de Hangzhou bautizado como Leon Li Zhizao quien dio la novedad del redescubrimiento a la Misión jesuita en China.
En resumen:
- La estela fue enterrada en el año 845 d. C. a causa de las persecuciones religiosas provocadas por el emperador Tang Wuzong.
- Fue redescubierta en febrero de 1625 en las proximidades a una iglesia edificada por el misionero cristiano católico jesuita Matteo Ricci.[10]
- El testimonio de tal redescubrimiento fue advertido por un mandarín que probablemente ha sido Li Zhizao.

- Consiguientemente la estela cristiana nestoriana fue estudiada por los integrantes de la Misión jesuita en China, los textos en chino antiguo y en siríaco fueron traducidos al latín en 1625 por el jesuita Nicolas Trigault y luego al francés en 1628.

## Colocaciones y réplicas

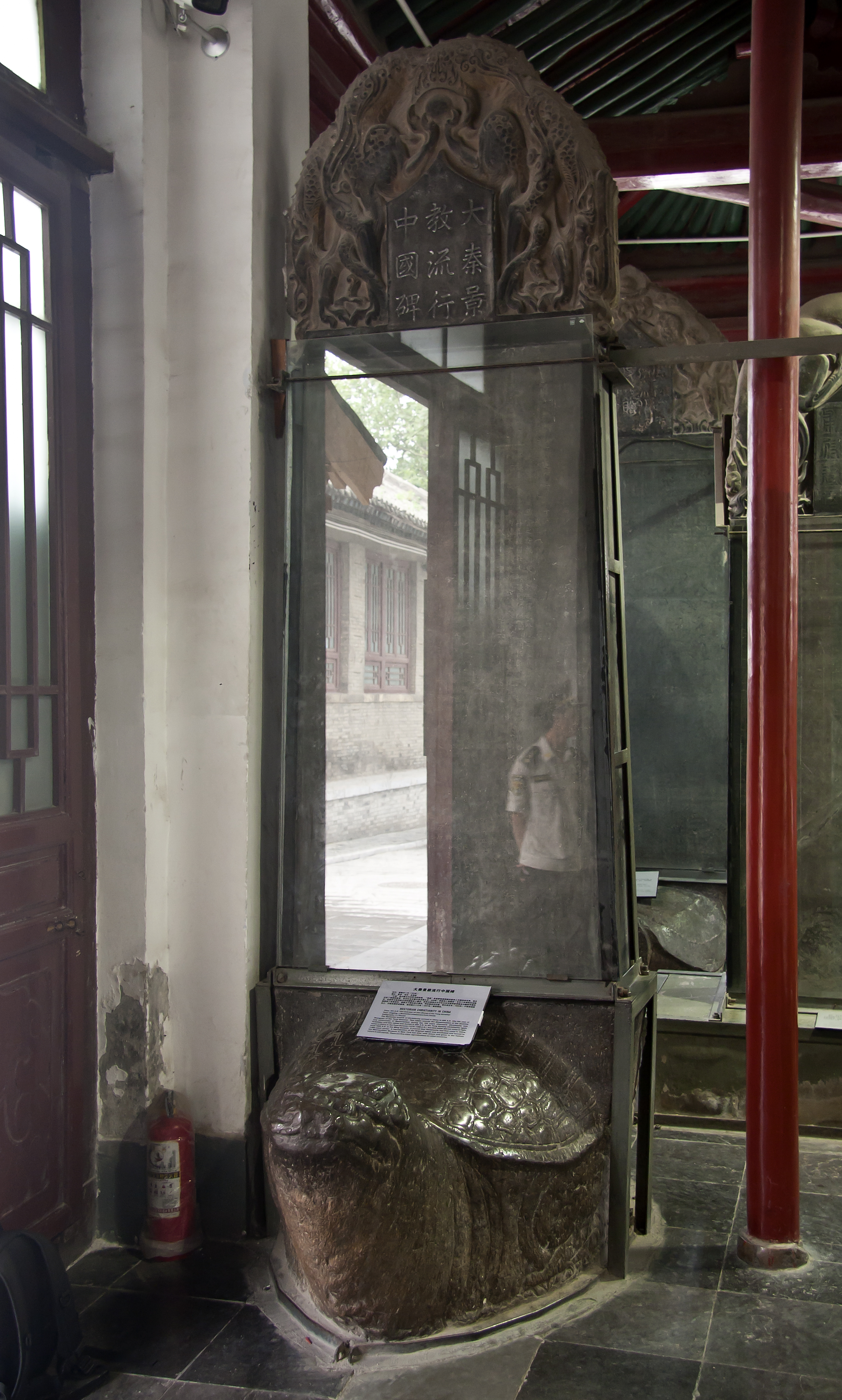
La estela original, actualmente bajo techo y con las inscripciones protegidas por un vidrio blindado.

- En 1625, la estela fue trasladada desde Siganfu a Xi'an.

- En 1805, Wang Ch'ang la menciona en un texto que fue prohibido en Japón.

- En 1858, Guillaume Pauthier publicó una traducción titulada en francés L'Inscription Syro-Chinoise de Si-ngan-fou (La inscripción siríaco-china de Si-ngan-fou, luego de haber demostrado su autenticidad en el año precedente).[11]

- En 1895, la Mission scientifique dans la Haute-Asie (Misión científica en la Alta Asia) emprendida por Jules-Léon Dutreuil de Rhins y Fernand Grenard permitió exponer un nuevo relieve.[12]

- En el año fue instalada en el 1907 museo llamado Bosque de las estelas, y al siguiente año una réplica fue ofrecida al Metropolitan Museum of Art de Nueva York mientras que en el año 1911 otra réplica fue depositada en el (sagrado para el budismo) Monte Kōya.

- En 1994 una réplica de la estela fue ofrecida por el patriarca Mar Dinja IV o Dinkha IV de la Iglesia Apostólica Asiria del Oriente al papa católico Juan Pablo II.[13]

## Características

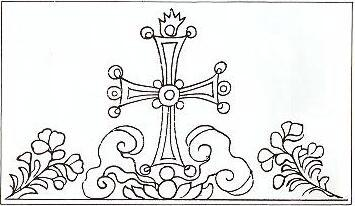
El símbolo cristiano difisita «cruz sobre loto» esculpido en la Estela nestoriana.

La estela de Siganfu algo erróneamente denominada estela nestoriana, ya que probablemente no fue la única recibe su nombre, ya que es debida al cristianismo nestoriano y se caracteriza por tener en su tercio superior una zona apical en la cual se encuentra grabada una cruz de tipo nestoriana o difisita (de brazos simétricamente iguales en sus dimensiones a partir de un círculo o corazón central, en este caso las aspas con formas que recuerdan a cada brazo con correspondientes pétalos). Bajo la cruz con sinogramas de la época aparece un texto que menciona al misionero cristiano Alopen y luego un relativamente extenso texto (en forma de himno) dedicado a «La Triple Majestad» es decir a Dios tal cual lo conciben casi todos los cristianos: como Un solo Dios omnipotente que se expresa en tres hipóstasis, tal Dios Uno y Único aunque con tres expresiones recibe entre los cristianos el nombre de Santísima Trinidad y es esto lo que el texto a La Triple Potestad busca dar a entender al pueblo chino.
Bajo la cruz grabada en el ápice de la estela se encuentran volutas o formas curvilíneas de remembranza vegetal que corresponderían a una 蓮花 (liánhuā o flor de loto) símbolo precristiano de la resurrección existente ya en el Antiguo Egipto y luego muy difundido en la India (en la India el padma o flor de loto era considerado alegóricamente como lugar de nacimiento de un dios o, si no, de una resurrección, ya que los hindúes como los antiguos egipcios notaron que la flor de un loto parecía ser un renacimiento de tal planta con su flor tras una inundación) y de allí a China y de China a Corea, Japón, etc.

## Extractos de la inscripción
En chino mediante sinogramas:

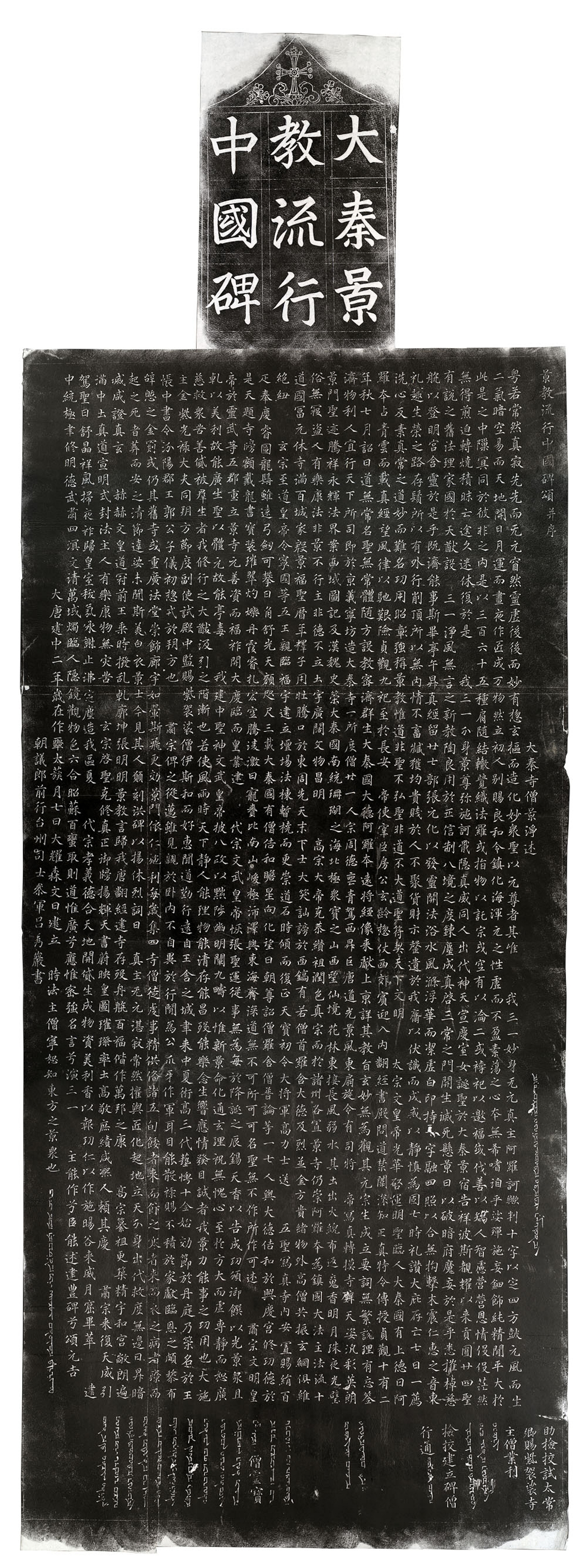
Texto completo de la estela de Siganfú o «Estela nestoriana» en su lado frontal. Para leerlo en detalle hágase clic sobre la imagen para ampliarla.

«Monumento conmemorando la propagación en el Imperio del Medio China de la ilustre religión de Ta Ts'in» [nombre chino del Imperio romano].
En siríaco (con alfabeto arameo), al pie de la estela:
"En el año de los Griegos 1092, el señor Jazedbuzid (Yesbuzid), preste [sacerdote] y vicario episcopal de Cumdan la ciudad real, el hijo del Mailas alumbrado, el sacerdote de Balkh una ciudad de Turkestán, colocó esta estela, sobre la cual es inscrita la dispensa de nuestro Redentor, y la predicación de los misioneros apostólicos al emperador de China".
Luego en chino:
"El sacerdote Lingpau".
De nuevo en siríaco: 
"Adam el diácono, hijo de Jazedbuzid, vicario episcopal, el señor Sergius, sacerdote y vicario episcopal, Sabar Jésus, sacerdote, Gabriel, sacerdote, archidiácono, y eclesiarca de Cumdan y Sarag".
Y en chino (parte del Himno a la Triple Potestad):
"Entonces es que la persona divina de nuestra Unidad Trina, el Venerable Radiante Mesías, regresa y vela su Majestad verdadera, viene al mundo con aspecto semejante a los hombres. Un ángel anuncia la buena nueva y una santísima Virgen da a luz al Santo en el Ta-ts'in (Da Qin, el Oriente del Mediterráneo); un astro radiante anuncia el feliz acontecimiento, y desde Persia, habiendo visto su esplendor vinieron a ofrecerle regalos. El Mesías cumple la Ley antigua que había sido formulada por los veinticuatro santos para gobernar a las familias y a los imperios según su gran modelo; Él estableció la doctrina nueva que no se puede expresar con palabras, la del Espíritu Santo de la Unidad Trina para formar la práctica virtuosa de la fe correcta".

### Un resumen (a partir de la traducción del chino y del siríaco al idioma francés) de la doctrina expuesta que se puede observar enLa maison des Missions étrangères, en París
Notre Dieu Aloha est Trinité Une… Créateur du Ciel et de la Terre. Il a créé l’homme en lui conférant une nature excellente supérieure à toutes les autres, mais Satan le trompa et sa pureté fut souillée. Longtemps égarés autour du chemin, les hommes devinrent incapables de retourner à leur maison. Cependant, une personne de notre Trinité, le Messie, brillant Seigneur de l’Univers, voilant son antique majesté, apparut homme sur la Terre…
Une vierge enfanta le Saint dans Daqin (l’Empire d’Occident). Une étoile brillante annonça l’événement béni. Les Perses, voyant cet éclat, vinrent faire hommage de leurs présents. Grâce à ses enseignements sublimes communiqués par l’Esprit Saint, une autre personne de la Trinité, il purifia la nature humaine de ses souillures et l’appela à la perfection. Il révéla la vie et détruisit la mort. Saisissant la rame dans la barque de la miséricorde, il monta au palais de la lumière, convoyant tous les êtres rassemblés au milieu des flots. Il laissait 27 livres de son Ecriture et les grands moyens de transformation dont le premier est le baptême dans l’eau et l’esprit.
Un homme de grand vertu, Aluoben a apporté les écritures à Chang’an en l’an 635. L’empereur Tang Taizong (627-649) les fit traduire, et reconnaissant leur bien-fondé, donna son approbation officielle en ces termes: «Cette doctrine est salutaire pour toute créature et profitable à tous les hommes. Elle doit donc être diffusée».
Nuestro Dis Aloha es Trinidad Uno... Creador del Cielo y de la Tierra. Él ha creado al humano y le ha conferido una naturaleza excelente superior a todas las otras, pero Satán le ha engañado [al humano]  y su pureza fue manchada. Mucho tiempo extraviados alrededor del camino, los hombres se volvieron incapaces de regresar en su casa. Sin embargo, una persona de nuestra Trinidad, el Mesías, brillante Señor del Universo, velando a su antigua majestad, apareció [como] hombre sobre la Tierra …
Una virgen da a luz al Santo entre los del Daquin [Da Qin=El Imperio Occidental, el Imperio romano]; un astro radiante anuncia el feliz acontecimiento, y desde Persia, habiendo visto su esplendor vinieron a ofrecerle regalos. Gracias a sus enseñanzas sublimes comunicadas por el Espíritu Santo (otra persona de la misma única Trinidad) él purifica a la naturaleza humana de sus manchas [ pecados ] y los apela [llama] a la perfección. Él revela la vía [el camino, notar que en China la palabra camino es Tao ] y destruye a la muerte. Aferrando el remo en la barca de la misericordia, subió al palacio de la luz, escoltando todos los seres reunidos en medio de los flujos. Dejaba 27 libros de su Escritura y los grandes medios de transformación cuyo primero es el bautismo en el agua y el espíritu".
[...]
Un hombre de gran virtud, Aluoben ha aportado las escrituras a Chang'an  en el año 635 [d.C]. El emperador Tang Taizong (627-649) las hizo traducir, y reconociendo su bien fundado, dio su aprobación oficial en estos términos: "esta doctrina es saludable para toda criatura y provechosa a todos los hombres. Debe pues ser difundida".